# Тед Дібіасі
Теодор Марвін ДіБіасі старший (народився 18 січня 1954 року) — американський професійний реслер на пенсії, менеджер, рукопокладений священик і коментатор. З 2023 року він підписав контракт Легенди з WWE. ДіБіасі досягнув чемпіонського успіху в низці промоушенів, завоювавши тридцять титулів за свою професійну кар'єру реслера. Широка аудиторія найбільше пам'ятає його за час роботи у Світовій Федерації Реслінгу (WWF, нині WWE), де він виступав під псевдонімом «Людина на мільйон доларів» Тед ДіБіасі. Він був названий одним з найкращих технічних реслерів і найбільших лиходіїв (хілів) в історії професійного реслінгу.
Серед інших досягнень у WWF/E, ДіБіасі був першим чемпіоном Північної Америки WWF у важкій вазі, триразовим командним чемпіоном WWF (разом з Ірвіном Р. Шистером), однократним чемпіоном WWE 24/7 та переможцем турніру «Король рингу» 1988 року. Він один раз був чемпіоном світу WWF у важкій вазі, хоча визнання цього чемпіонського забігу було відкликано компанією. ДіБіасі також присуджував собі титул Чемпіона на мільйон доларів, який тримали різні пов'язані з ним рестлери, включаючи екранних протеже ДіБіасі, Стіва Остіна та Ел Ей Найта. ДіБіасі був хедлайнером багатьох шоу WWF, включаючи Реслманію IV і першого в історії SummerSlam у 1988 році. ДіБіасі є членом кількох Зал Слави професійного реслінгу: він був включений до Зали Слави Wrestling Observer Newsletter з моменту її заснування в 1996 році, а також був хедлайнером церемонії вступу до Зали Слави WWE в 2010 році.